# اکمیه سفید
اکمیه سفید (نام علمی: Aechmea alba) نام یک گونه از سرده اکمیه است.